# Hérisson (arme)
Pour les articles homonymes, voir Hérisson (homonymie) et Hedgehog (homonymie).

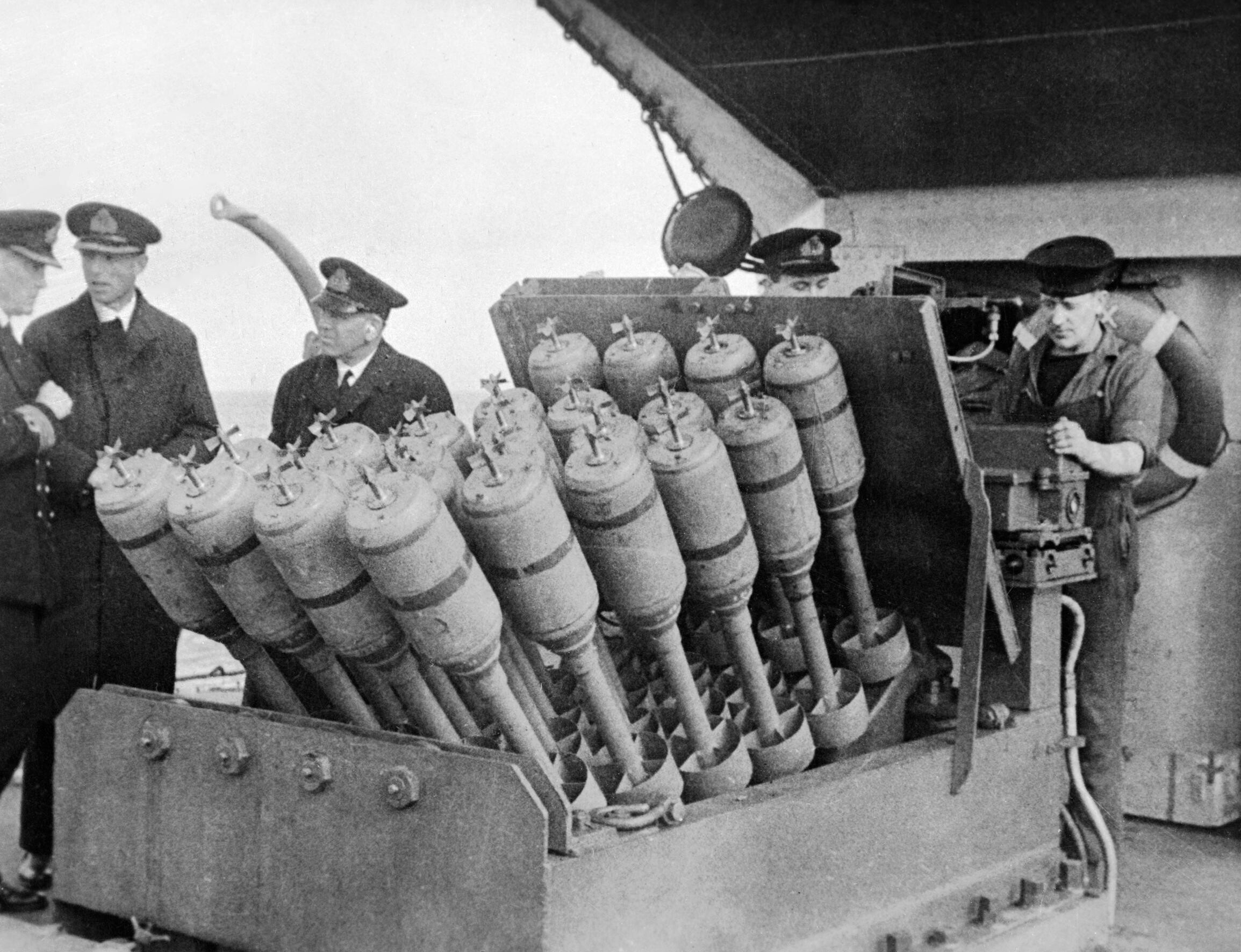
Hérisson pendant la Seconde Guerre mondiale.

Un hérisson (anglais : Hedgehog) est une sorte de mortier utilisé sur les navires et destiné à la lutte anti-sous-marine. Il a été utilisé pendant la Seconde Guerre mondiale et la Guerre de Corée.

## Origine
Cette arme a été développée lors de la Seconde Guerre mondiale par le Directorate of Miscellaneous Weapons Development (en) de la Royal Navy ; elle est basée sur le dessin du mortier Blacker Bombard. Elle visait à pallier une insuffisance des systèmes de lancer de grenades anti-sous-marines en permettant de lancer les projectiles sur l'avant du navire attaquant, sans perte de contact ASDIC.
En service opérationnel à partir de 1942, elle équipait essentiellement les navires d'escorte de convois tels que les destroyers, frégates et corvettes, pour compléter l'habituelle grenade anti sous-marine (« depth charge »).

## Description
L'arme se composait d'un certain nombre de projectiles de mortiers, 24 charges, 6 sur 4 rangs. Chacun était de 28 kilos dont la moitié de TNT ou Torpex.
Les projectiles étaient tirés en succession et n'explosaient qu'au contact, et non selon une profondeur déterminée à l'avance. Ceci en faisait une arme très efficace par sa discrétion, le sous-marin ne prenant conscience d'être attaqué qu'au moment où une charge déchirait sa coque. C'est à cause de cet ensemble de mortiers que l'arme avait été dénommée hérisson.

## Description technique

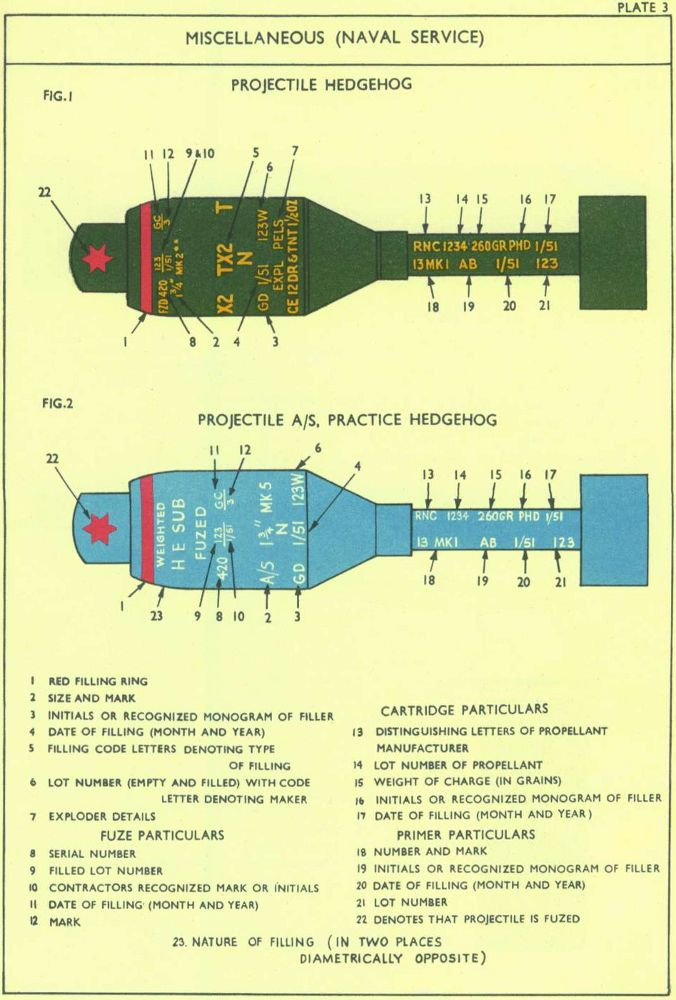
Projectiles de combat et d"entrainement
Noter les capuchons de protection de la fusée (22) retirés sur l'illustration dans la photo en haut de page

### Caractéristiques générales
Pour un projectile :
- Calibre : 178 mm
- Poids : 29 kg
- Diamètre : 183 mm
- Longueur : 1 181 mm
- Charge explosive : 14 kg de TNT ou 16 kg de Torpex
- Portée : environ 230 m
- Vitesse de plongée : 9,7 à 7,2 m/s
- Mise à feu : contact, hautement explosif
- Ordre d'allumage : ondulation par paires, une chaque dixième de seconde
- Temps de rechargement : environ 3 minutes

### Variantes

#### Mark 10
Il s'agit d'une version ayant une couverture de tir elliptique de 43 × 37 m pour une portée de 180 mètres.

#### Mark 11
C'est une version avec une couverture de tir circulaire d'un diamètre de 61 m pour une portée de 172 mètres.

#### Mark 15
Cette version ressemble à la version Mark 11 mais elle est montée sur une plate-forme adaptée d'un canon Bofors quadruple de 40 mm. Le Mark 15 pouvait être tiré à distance de la chambre de tir du navire.

## Mise en œuvre

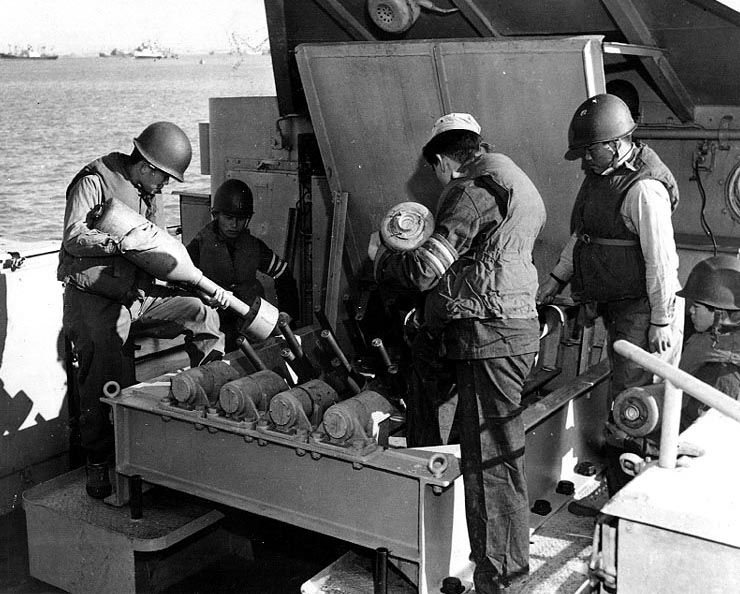
Rechargement d'un « hérisson », sur une frégate sud-coréenne de la classe Tacoma, en 1950.

### Visée et tir
Le tir est déclenché par un officier sur la passerelle. Il utilise une formule complexe qui utilise le relèvement ASDIC, le temps de vol des projectiles, le vent, la vitesse de l'escorteur, etc. Les projectiles tombent une trentaine de mètres en avant du navire, formant une sorte de cercle.

### Rechargement
Le temps de rechargement de l'engin est manuel et long ; le HMS Tavy est arrivé à tirer cinq salves en 90 minutes pour couler le U-390, cadence considérée comme une performance.

## Efficacité

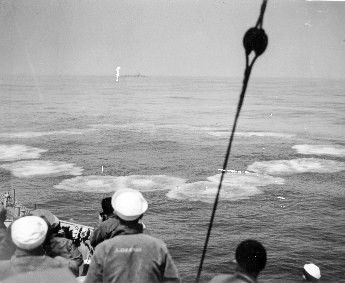
Les projectiles du Hérisson forment un cercle encadrant la position de la cible (U-853, qui ne survivra pas à ce tir).

L'intérêt de cette arme est qu'en tirant sur l'avant du navire, elle permet de pallier une insuffisance de l'ASDIC. Celui-ci ayant un faisceau ultrasonore fixe, le contact est perdu quand le navire chasseur est très près de sa cible au-dessus de laquelle il doit passer pour lancer des grenades anti sous-marins. De ce fait, les probabilités de pouvoir toucher sa cible est passé de 7% (avec une torpille standard) à 25% de probabilité de toucher sa cible.

## Évolution

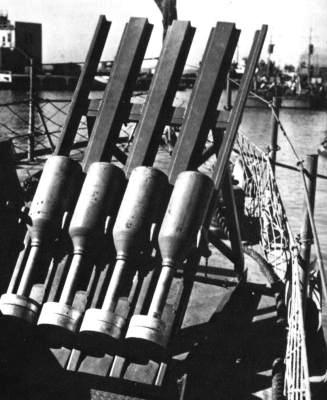
« Mousetrap », la version US du « hérisson » britannique.

Le hérisson a été remplacé par le mortier « squid » (« calmar » en anglais), plus efficace, qui fut à son tour remplacé par le « Limbo ». Les États-Unis ont produit une arme similaire appelée « Mousetrap » (« piège à souris » en anglais) et l'U.R.S.S. a également fait sa propre version de l'arme.

## Utilisateurs

### Royaume-Uni
- Royal Navy

### États-Unis
- United States Navy

## Sources
- (en) Cet article est partiellement ou en totalité issu de l’article de Wikipédia en anglais intitulé « Hedgehog (weapon) » (voir la liste des auteurs).
- (en) Brian Lavery, River-class Frigates and the Battle of the Atlantic : A Technical and Social History, Londres, National Maritime Museum, 2006, 256 p. (ISBN 978-0-948065-73-6).